# 데이터베이스 관리 시스템
데이터베이스 관리 시스템(영어: database management system, DBMS)은 다수의 사용자들이 데이터베이스 내의 데이터를 접근할 수 있도록 해주는 소프트웨어 도구의 집합이다. DBMS은 사용자 또는 다른 프로그램의 요구를 처리하고 적절히 응답하여 데이터를 사용할 수 있도록 해준다.

## 기능
- 정의 : 데이터에 대한 형식, 구조, 제약조건들을 명세하는 기능이다. 이때 데이터베이스에 대한 정의 및 설명은 카탈로그나 사전의 형태로 저장된다.
- 구축 : DBMS가 관리하는 기억 장치에 데이터를 저장하는 기능이다.
- 조작 : 특정한 데이터를 검색하기 위한 질의, 데이터베이스의 갱신, 보고서 생성 기능 등을 포함한다.
- 공유 : 여러 사용자와 프로그램이 데이터베이스에 동시에 접근하도록 하는 기능이다.
- 보호 : 하드웨어나 소프트웨어의 오동작 또는 권한이 없는 악의적인 접근으로부터 시스템을 보호한다.
- 유지보수 : 시간이 지남에 따라 변화하는 요구사항을 반영할 수 있도록 하는 기능이다.

## 장점
DBMS의 장점은 다음과 같다.
- DBMS는 자료의 통합성을 증진시킨다.

DBMS는 자료와의 관계성을 정의하기 때문에 자료 통합이 증진된다.
- DBMS는 데이터의 접근성이 용이하다.
- 데이터 통제가 강화된다.
- 애플리케이션 프로그램들을 쉽게 개발하고 관리할 수 있다.
- 보안이 강화된다.

## 종류
- IMS, CODASYL DB, DB2, ORACLE, INFORMIX, SYBASE, INGRES, MS-SQL, Objectivity, O2, Versanat, Ontos, Gemstone, Unisql, Object Store, Starburst, Postgres, Tibero, MySQL, MS-access

## 같이 보기
- 객체 지향 데이터베이스
- 오브젝트 모델